# 13 Pułk Artylerii Ciężkiej (PSZ)
13 Pułk Artylerii Ciężkiej (13 pac) ang. 13th Polish Medium Regiment – oddział artylerii ciężkiej Polskich Sił Zbrojnych.

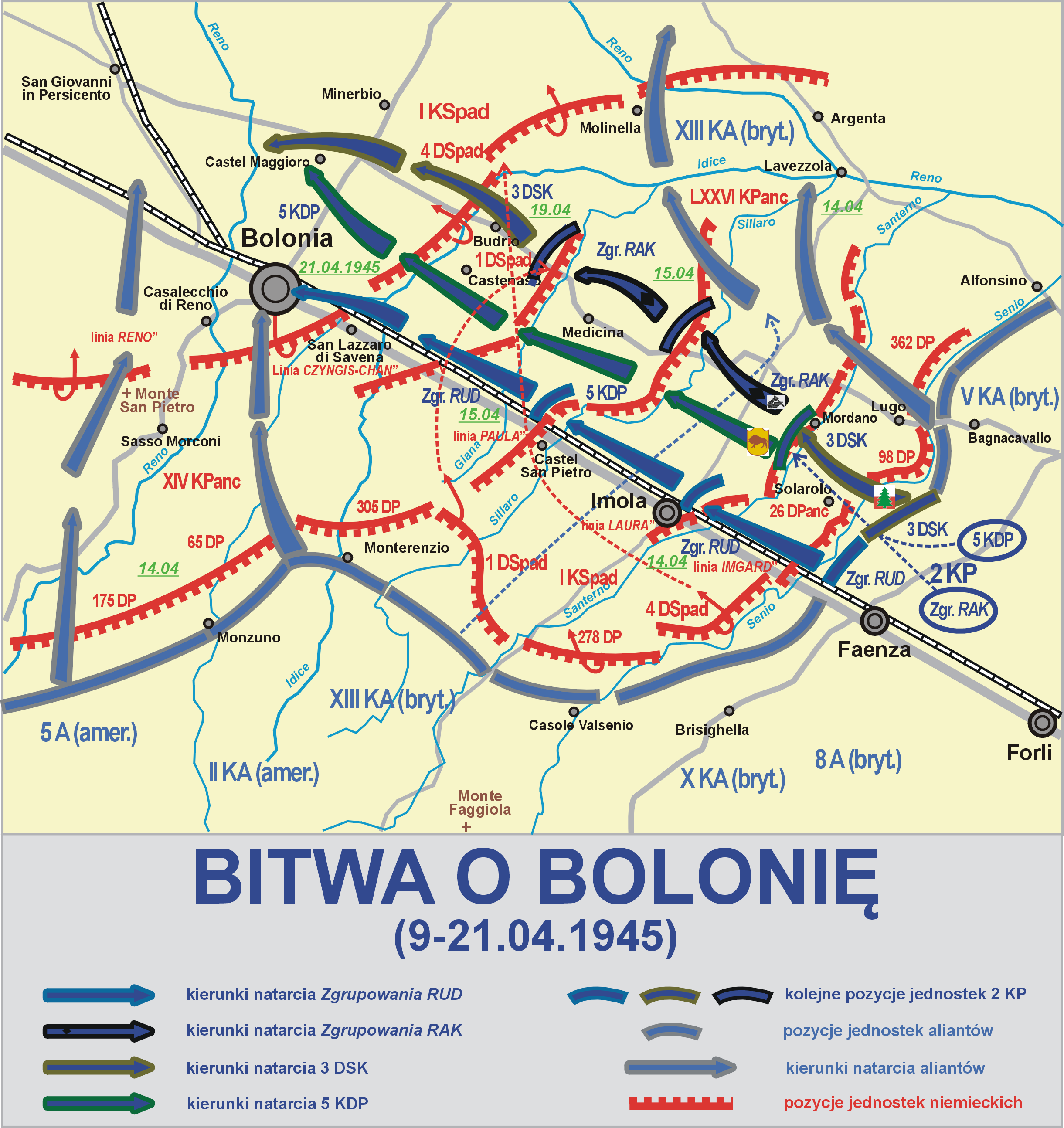
Bitwa o Bolonię

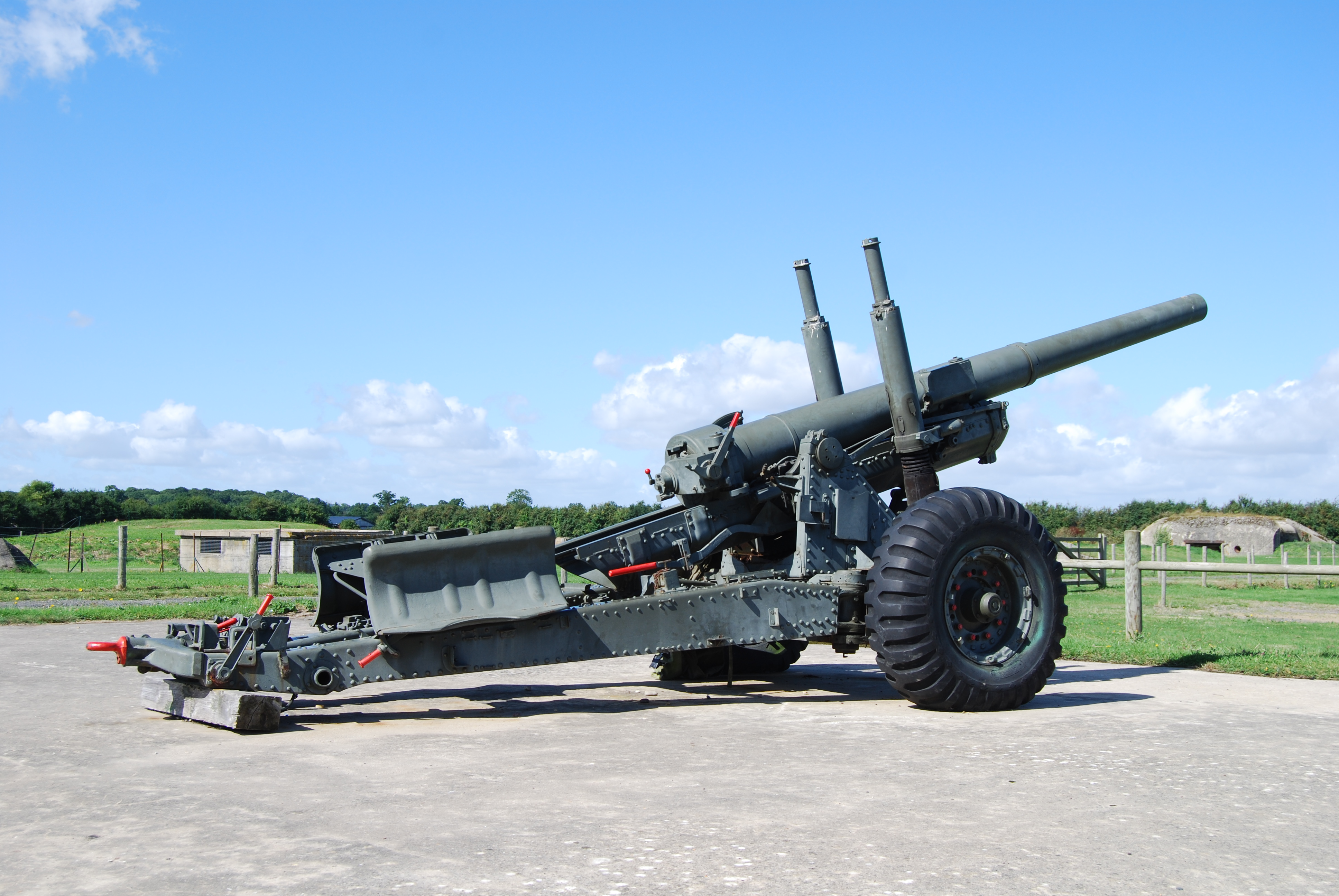
139,7 mm (5,5-calowa) armata Mk 3

## Formowanie i zmiany organizacyjne
Pułk został sformowany 24 października 1944 roku w San Basilio, w składzie 2 Grupy Artylerii. Do marca 1945 roku trwała organizacja jednostki i jej szkolenie. Proces szkolenia nie został zakończony. Pułk do chwili przybycia na front nie odbył ani jednego strzelania, nawet szkolnego. 

## Działania zbrojne
30 marca oddział zajął stanowiska bojowe w okolicach Faenzy nad rzeką Senio. W kwietniu 1945 roku jednostka wzięła udział w bitwie o Bolonię. W 1946 roku oddział został ewakuowany z Włoch do Szkocji. Razem z 12 pułkiem artylerii ciężkiej stacjonował w miejscowości Langholm, w hrabstwie Dumfries and Galloway. W 1947 roku pułk został rozformowany.

## Organizacja i obsada personalna
dowódca – ppłk Tadeusz Ostrowicz
- zastępca dowódcy – mjr Leopold Skarżyński[4]
- adiutant – kpt. Zygmunt Brochocki[4]
- dowódca I dywizjonu – kpt. Zygmunt Tomczyński[4]
- dowódca II dywizjonu – kpt. Marian Weder[4]

Ponadto służbę w pułku pełnił kpr. Henryk Strzelecki.
Każdy dywizjon posiadał dwie baterie artylerii po cztery 139,7 mm (5,5-calowe) armaty Mk 3.